# Лашкарёв, Сергей Сергеевич (общественный деятель)
Сергей Сергеевич Лашкарёв (29 декабря 1816 (10 января 1817) — 1 (13) июня 1869) — общественный деятель России, инициатор и основатель Петербургского комитета грамотности, один из организаторов народного просвещения. Действительный статский советник (1861).

## Биография
Родился 29 декабря 1816 (10 января 1817) года в семье чиновника канцелярии Министерства иностранных дел С. С. Лашкарёва.
Окончил действительным студентом юридический факультет Императорского Санкт-Петербургского университета в 1836 году. В сентябре 1838 года поступил на службу в Министерство иностранных дел.
Выйдя вскоре в отставку, занялся изучением сельского хозяйства, управляя имением своего отца в Куйвози. В 1843 году напечатал в «Журнале министерства государственных имуществ» отчёт по сельскому хозяйству этого имения, а также ряд статей, которые обратили на себя внимание и он был избран членом-корреспондентом учёного комитета министерства государственных имуществ и в 1844 году поступил на службу в департамент сельского хозяйства министерства, где занимался составлением ежегодных отчётов по департаменту. В это время он описал сельское хозяйство Новороссии и Финляндии. В 1845 году был в командировке в Псковской губернии с целью исследования причин неурожая. В 1846 году составил проект устройства окрестностей Петербургско-Московской железной дороги. В 1847 году заведовал работами по осушению болот под Петербургом, состоял членом комиссии по улучшению сельских построек — им были составлены проекты сельского страхования и пожарной инструкции.
В 1849 году Лашкарёв был послан на ревизию в Самару и затем назначен главным начальником управления казённых земель в Самаре; здесь он составил административную карту новой Самарской губернии. В 1855 году он стал чиновником особых поручений 5-го класса при министре государственных имуществ; в период 1856—1864 годов совершил по поручению министерства множество поездок в различные губернии страны. Последние годы жизни он был членом уездной земской управы Санкт-Петербургского уезда. Вначале он был членом, а потом представителем училищного совета Министерство народного просвещения. Много сделал Лашкарев для развития народного образования в деревне. Благодаря его усилиям были открыты школы в деревнях Тентелеевой, Волковой и Рыбацкой.
Был деятельным членом Императорского Русского географического общества. В 1850 году он участвовал в задуманном Обществом обширном предприятии описания внутренней торговли России и написал статью о торговле пшеницей в Сибири, помещенную в «Трудах общества». В 1854 году он занимался составлением программы для описания рек Волжского бассейна и представил описание Волги, от Нижнего Новгорода до Астрахани. В 1855 году Лошкарёв представил материалы для путеводителя по России, который составлялся в то время в географическом обществе в связи с путешествием его председателя, великого князя Константина Николаевича.
После учреждения Московского комитета грамотности, Лашкарёв в 1847 году выступил о создании такого комитета в Санкт-Петербурге при Вольном экономическом обществе, членом которого он являлся. В течение 13 лет он последовательно боролся за открытие комитета с целью содействия распространению грамотности, преимущественно среди крестьян, лишённых сравнительно с другими классами населения, возможности получить образование. Он хотел, чтобы особенное внимание было обращено на образование девочек.
В 1857 и 1859 годах Лашкарёв напечатал в «Журнале сельского хозяйства» две статьи, вновь доказывая необходимость учреждения комитета грамотности. По его подсчётам, в первой половине 50-х годов среди помещичьих крестьян грамоте обучался только один ребёнок из тысячи. В 1859 году он снова внёс в Вольное экономическое общество предложение об основании комитета грамотности. Наконец, 1 декабря оно было принято общим собранием Общества. На этом заседании в члены будущего комитета записались 35 человек. Затем состоялся ряд совещаний учредителей, на которых обсуждался проект о правилах комитета, составленный Лашкарёвым. На этих заседаниях он сообщал обо всём значительном и интересном в области народного образования. Например, ознакомил с проектом общества по распространению грамотности и первоначального образования, составленным И. С. Тургеневым. По докладу Лашкарёва Вольное экономическое общество 7 апреля 1861 году учредило Комитет грамотности при своём отделении вспомогательных наук. В 1861 году Лашкарёв как инициатор и основатель комитета грамотности был избран его председателем и находился на этим посту до 1864 года. Во время его председательствования комитет с первого же дня своего существования бесплатно рассылал книги, тратя на это значительную часть своего бюджета. Несмотря на то что средства комитета были весьма ограничены, по школам было разослано около 24 тысяч книг, учреждено 36 книжных складов. И в последующие годы он не оставлял комитет и занимался его делами до самой смерти. «Можно представить себе, сколько нужно было иметь настойчивости и энергии, чтобы не бросить этого дела, а добиться осуществления своей заветной мысли».
Кроме членства в географическом и Вольном экономическом обществе Лашкарёв был членом московского и одесского сельскохозяйственных обществ, московского комитета шелководства. В 1867 году он был избран действительным членом Общества русской промышленности. Был инициатором основания специального «Общества на акциях» в целях содействия развитию торгового флота, первое заседание учредителей которого состоялось в конце 1860 года.
С 23 апреля 1861 года — действительный статский советник. Был награждён орденами Св. Станислава 1-й (1865) и 2-й степеней, Св. Анны 2-й степени (1853).
Скоропостижно скончался от аневризмы 1 (13) июня 1869 года. Похоронен на Волковом православном кладбище в Санкт-Петербурге.